# Scotura vestigiata
Scotura vestigiata är en fjärilsart som beskrevs av Louis Beethoven Prout 1918. Scotura vestigiata ingår i släktet Scotura och familjen tandspinnare. Inga underarter finns listade.